# 逗子市立小坪小学校
逗子市立小坪小学校（ずししりつこつぼしょうがっこう）は、神奈川県逗子市小坪にある公立小学校。

## 沿革
出典
- 1874年（明治7年）4月1日 - 創立「鷺浦学舎」と名づける。
- 1875年（明治8年） 3月- 小坪小学校と改称。
- 1889年（明治22年）4月 - 町村制施行により、田越村立尋常小坪小学校と改称。
- 1898年（明治31年）3月5日 - 小坪940番地に新校舎を設立し移転（現在地）。当時、児童169名、3学級。
- 1823年（大正12年）9月1日 - 関東大震災により、校舎1棟2教室を残し倒壊。
- 1826年（大正15年） - 独立して三浦郡伊豆町立尋常小坪小学校となる。

- 1941年（昭和16年）
  - ３月 - 再び逗子町立小坪尋常小学校として独立。開校記念日を5月25日とする。
  - 4月 - 国民学校令に基づき逗子町第二国民学校と改称。
- 1943年（昭和18年）4月1日 - 横須賀市との合併により、横須賀市立小坪国民学校と改称。
- 1947年（昭和22年）4月1日 - 横須賀市立小坪小学校と改称。
- 1950年（昭和25年）7月1日 - 逗子町が横須賀市から分離、校名を三浦郡逗子町立小坪小学校と改称。
- 1954年（昭和29年）4月15日 - 市制施行により、逗子市立小坪小学校と改称。
- 1973年（昭和48年）3月26日 - 第一期鉄筋3階建て9教室増築竣工。
- 1978年（昭和53年）9月20日 - 第二期増改築、鉄筋コンクリート造り3階建て校舎竣工。
- 1980年（昭和55年）3月15日 - 第三期増改築、鉄筋コンクリート造り3階建て校舎竣工。

- 1994年（平成6年）4月1日 - 特殊学級開設。
- 2000年（平成12年）8月31日 - 全棟耐震工事完成。

## 学校教育目標
出典
心広く たくましく きらりとかがやく小坪っ子
- 自分も人も大切にする子
- 自ら考え進んで取り組む子
- たくましく生き抜く子

## 交通
JR横須賀線「逗子駅」、および京浜急行電鉄逗子線「逗子・葉山駅」から、京浜急行バス「鎌40　小坪経由　鎌倉駅」行きで約15分。「小坪」下車、徒歩1分。

## 学区
出典
- 小坪1丁目 - 小坪7丁目
- 新宿4丁目2番29号 - 新宿4丁目2番59号
- 新宿4丁目6番 - 新宿4丁目16番（新宿4丁目6番38号 - 新宿4丁目6番42号を除く）

## 主な進学先
- 逗子市立久木中学校[4]